# Asociación de Hispanistas del Benelux

La Asociación de Hispanistas del Benelux (en francés:Benelux Association des chercheurs espagnols), (en neerlandés: Benelux Vereniging van Spaanse wetenschappers), (en alemán: Benelux Vereinigung spanischer Wissenschaftler) (AHBx),  es una organización fundada en el 2004 dedicada a diversas actividades y convocatorias. Su objetivo principal es promover la cultura hispana en los países que conforman el Benelux (Bélgica, Países Bajos y Luxemburgo) y promocionar el estudio de la lengua española, la literatura y sus manifestaciones artísticas y científicas. 
Por vinculación histórica, los países miembros del Benelux formaron también parte del Imperio español, denominados como los Países Bajos Españoles, conjuntamente con los territorios franceses, como Artois, Ardenas, Mosela, Norte-Paso de Calais, y la parte occidental de Alemania como Bitburg-Prüm. Además de período y de dominio austriaco, se consideran dentro del periodo denominado Países Bajos de los Habsburgo. Tradicionalmente se considera a los Países Bajos como parte del imperio español (tesis mayoritaria en España y los Países Bajos entre otros), pero existen autores como Henry Kamen (2005, p. 46) para quienes esos territorios nunca se integraron en el Imperio español, sino en las posesiones personales de los Austrias.
Generalmente se suele fechar este período entre 1555, cuando el emperador Carlos V como duque de Borgoña cedió estos territorios a su hijo Felipe II de España, entonces príncipe, y 1714 cuando tras el Tratado de Rastatt el emperador Carlos VI obtuvo el control de los Países Bajos. Hay que señalar que también se pone como inicio de este período la fecha de la independencia de las Provincias Unidas de los Países Bajos en 1581.
Actualmente los países miembros del Benelux como Bélgica y los Países Bajos, también han solicitado su participación en la Cumbre Iberoamericana y son observadores para formar parte de la Comunidad Iberoamericana de Naciones.